# Giovanni Battista Caccini
Pour les articles homonymes, voir Caccini.
Giovanni Battista Caccini ou Giovan Battista Caccini (Montopoli in Val d'Arno, 24 octobre 1556 - Florence, 13 mars 1613) est un sculpteur et architecte italien de l'école florentine, qui a travaillé dans un style classicisant dans la phase ultérieure du maniérisme.
Il est le frère du chanteur et compositeur Giulio Caccini.

## Biographie

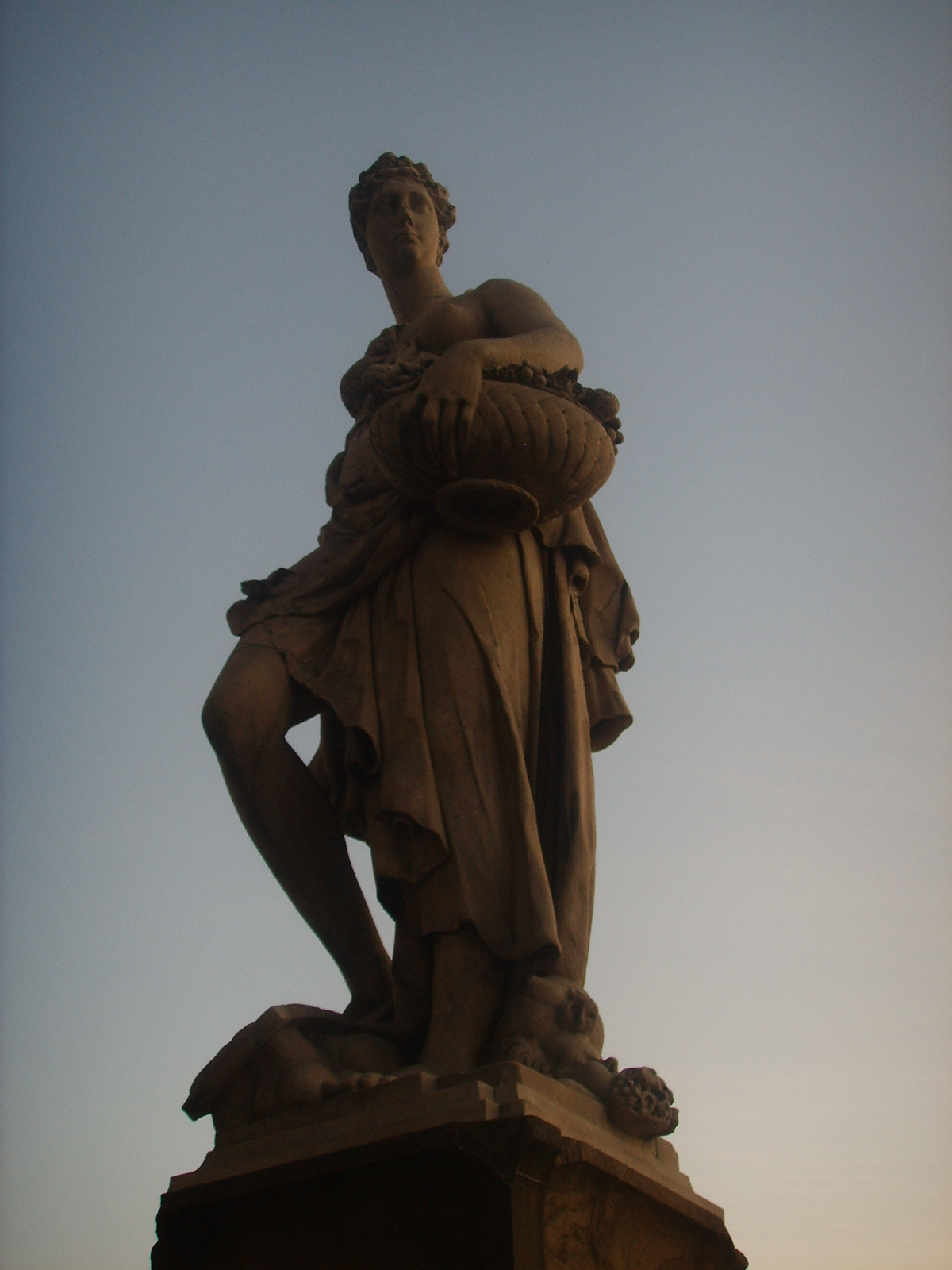
L'Été, pont Santa Trinita.

Dans sa jeunesse, Giovanni Battista Caccini fréquente l'Accademia delle Arti del Disegno de Florence, puis entre au service des Médicis, comme sculpteur.
Après avoir collaboré avec Giovanni Antonio Dosio, il entre à l'atelier de Giambologna en 1578, mais son style n'en restera pas influencé. Dans les ans 1590, il ouvre son atelier personnel.
Nombreux sont de sa main des portraits de personnages de l'époque, souvent sculptés en bustes ou en hermès (Palais Valori-Altoviti de Florence).
Il travaille également à Pise, où il sculpte quelques-uns des bas-reliefs détruits des nouvelles portes du dôme de Pise.
En 1601, on lui doit, en tant qu'architecte, le péristyle du portique de la basilica della Santissima Annunziata, à Florence.
Son style suit la mode dominante, dérivée du maniérisme convenu de Giambologna, il est plus stylisé, mais pas pour autant moins élégant. Avec Pietro Tacca et Pietro Francavilla, il reste le principal sculpteur florentin du tournant du siècle.

## Œuvres
Entre ses œuvres principales, on retiendra :
- les deux statues de l’Été et de l’Automne, pour le pont Santa Trinita ;
- le groupe de marbre de Charles V couronnant le Pape Clément VII  de la salle des Cinq-Cents du Palazzo Vecchio ;
- le chœur et le ciboire de l'église Santo Spirito (1590-1606) ;
- l'escalier monumental du Palazzo Viti de Volterra (1600) ;

- beaucoup d'autres statues allégoriques dans le jardin de Boboli (Prudence, Esculape, l'Automne, l'Été, Faune et Jupiter).

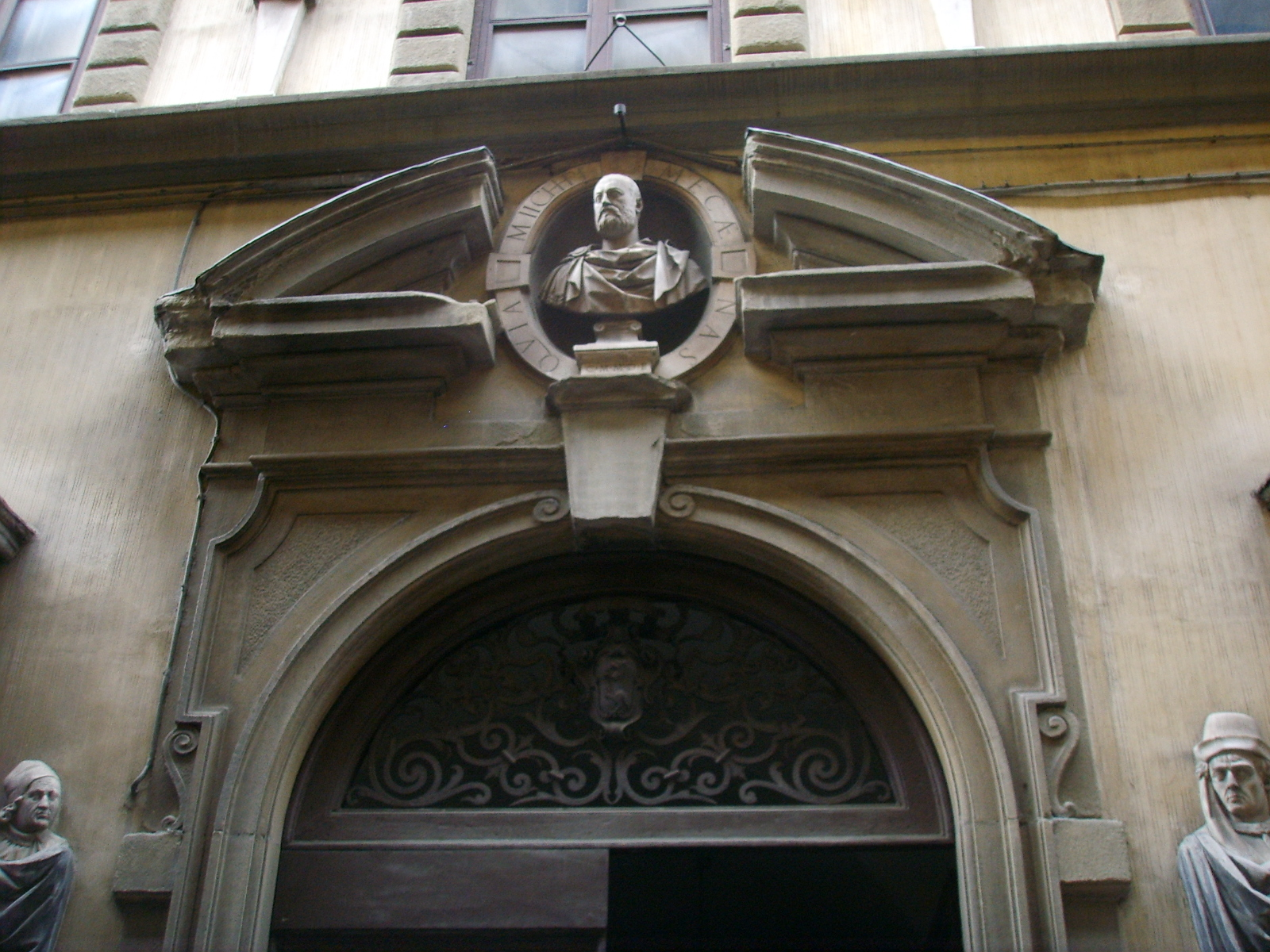
Buste de Cosme Ier Palazzo Valori-Altoviti
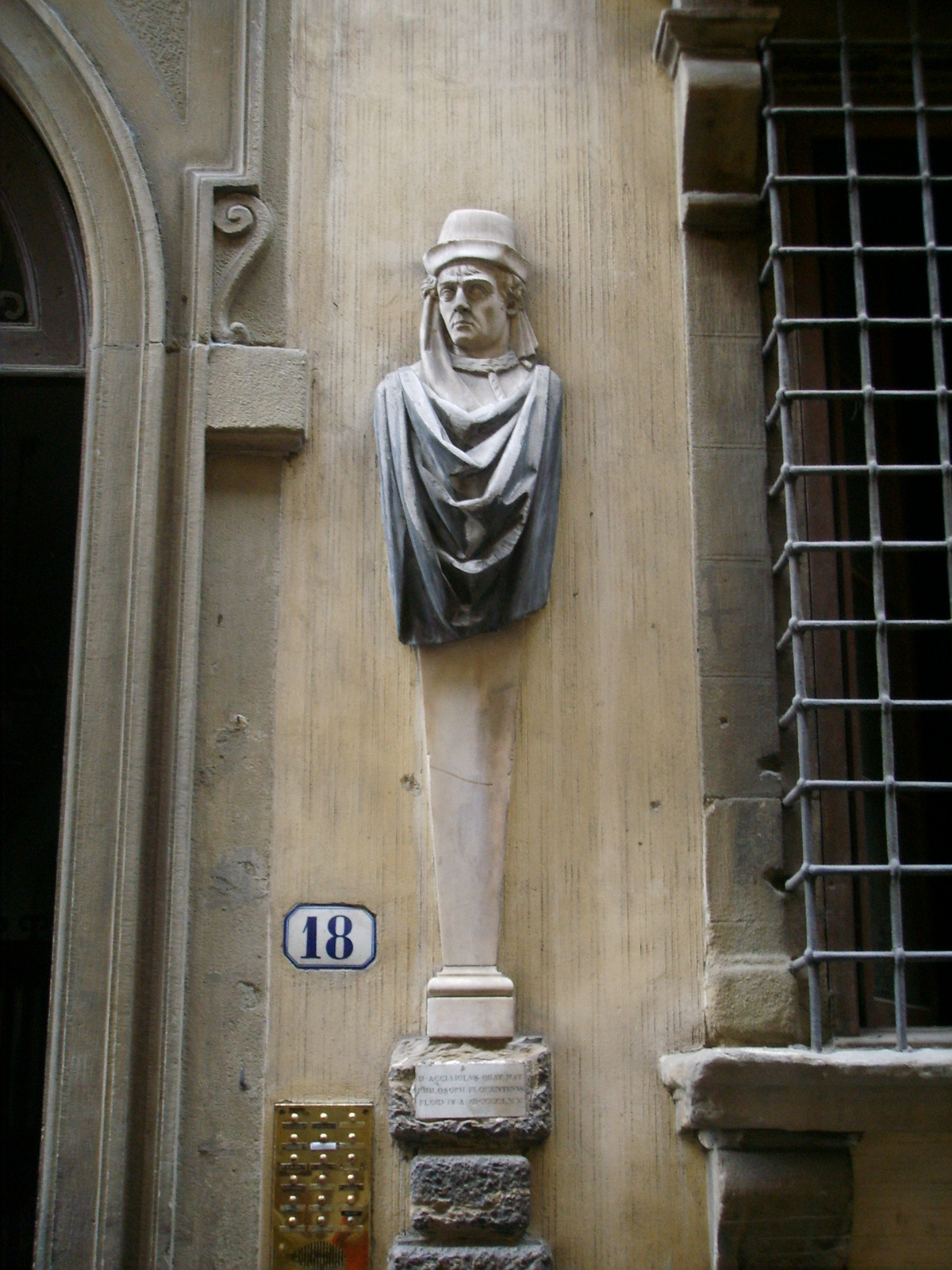
Buste de Donato Acciaiuoli au Palais Valori-Altoviti.
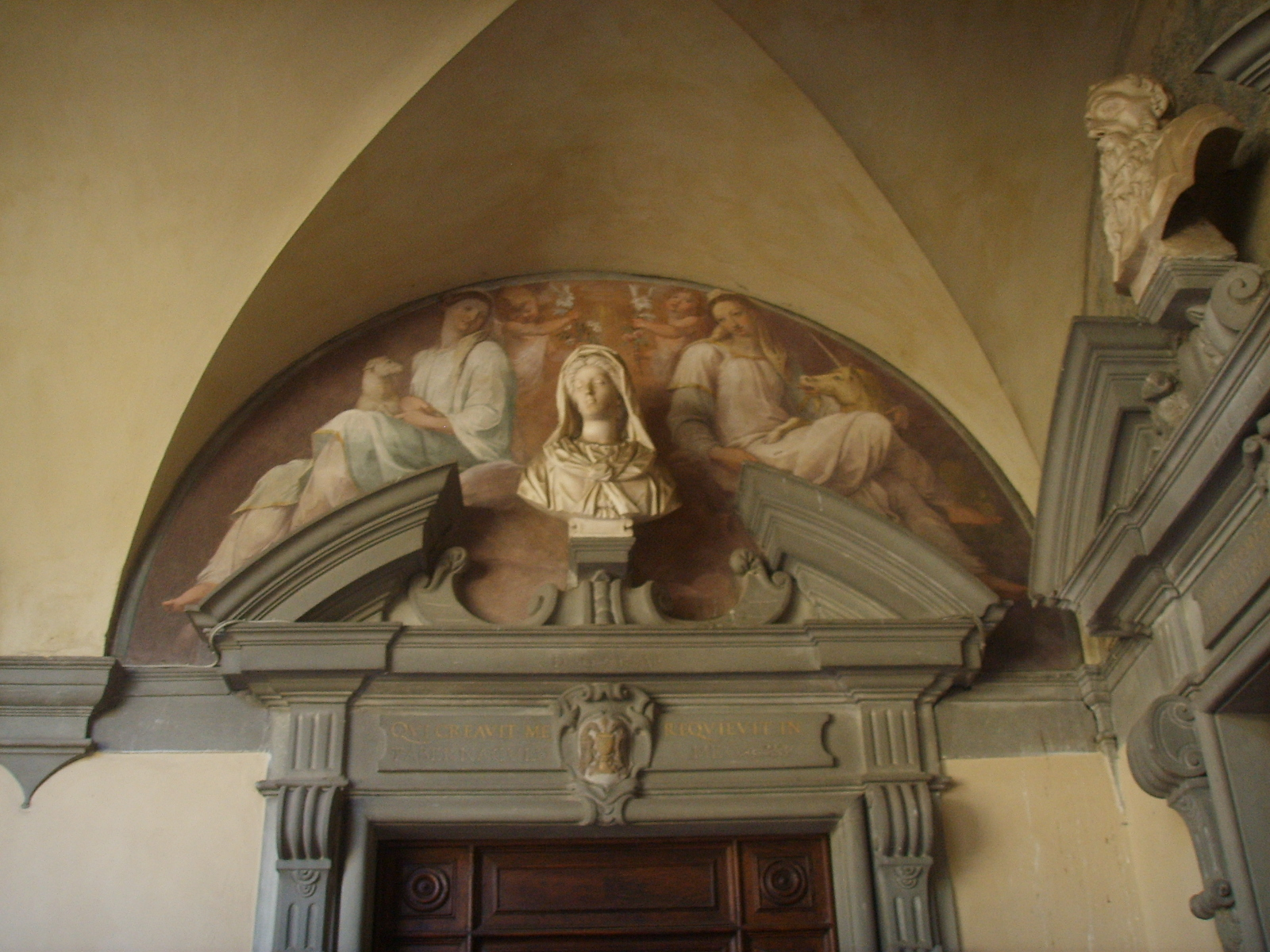
Buste de la Vierge, Cloître de la Sacristie, Sainte Marie des Anges à Florence.

## Autres projets
- Ressources relatives aux beaux-arts :   - Art UK
  - Bénézit
  - Bridgeman Art Library
  - British Museum
  - Grove Art Online
  - Kunstindeks Danmark
  - National Gallery of Art
  - RKDartists
  - Royal Academy of Arts
  - Union List of Artist Names
- Notices dans des dictionnaires ou encyclopédies généralistes :   - Deutsche Biographie
  - Dizionario biografico degli italiani
- Notices d'autorité :   - VIAF
  - ISNI
  - BnF (données)
  - LCCN
  - GND
  - Pays-Bas
  - Israël
  - Lettonie
  - WorldCat